# Roland Königshofer

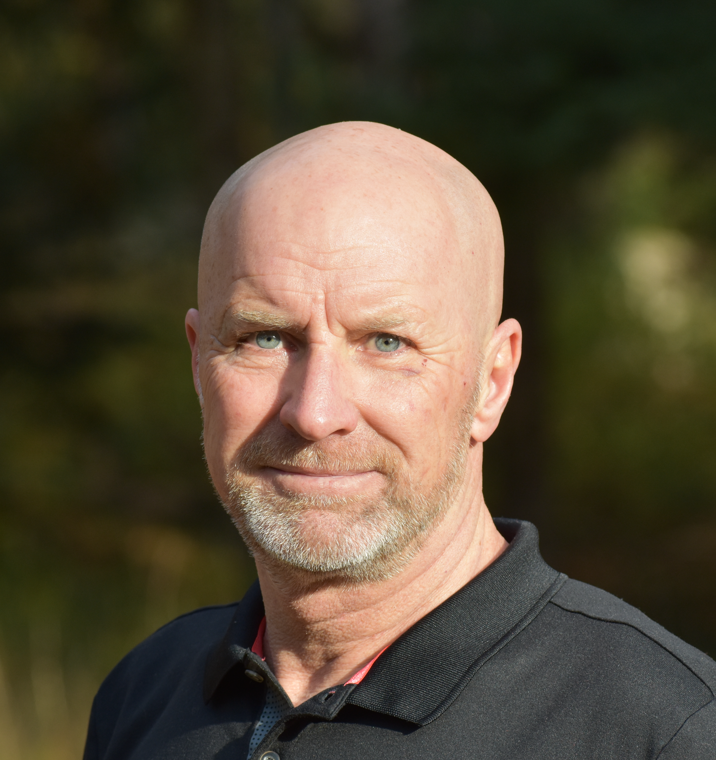
Roland Königshofer (2022)

Roland Königshofer (* 24. Oktober 1962 in Neunkirchen, Niederösterreich) ist ehemaliger österreichischer Radrennfahrer und erster österreichischer Weltmeister im Radsport.

## Radsportkarriere
Roland Königshofer, Spitzname „Specht“, ist einer der erfolgreichsten Radsportler Österreichs. Seine Radrennsportlaufbahn begann 1976. In den Jahren 1989 bis 1991 war er dreimal UCI-Weltmeister der Steher (hinter schweren Motorrädern) auf der Radrennbahn. Er gewann gesamt 10 WM-Medaillen in Serie in dieser Disziplin. In den Jahren 1987 bis 1990 wurde er Europacup-Gesamtsieger der Steher. Er errang 29 österreichische Staatsmeistertitel in verschiedenen Disziplinen (in der Mannschaftsverfolgung, im Zweier-Mannschaftsfahren, im Punktefahren, im Dernyrennen).  1995 und 1996 wurde er Dritter bei den Europameisterschaften im Steherrennen. Nach dem Ende seiner Sportkarriere arbeitete er von 1997 bis 2021 im Sportsmarketing von adidas. Am 3. Januar 2022 eröffnete er sein Unternehmen „Roland Königshofer e.U.“ wo Sicherheits- und Fahrtechnikkurse für Radfahrer, insbesondere Rennradfahrer angeboten werden.

## Privates
Roland Königshofer verbrachte seine Kindheit in St. Pölten. Er lebt seit Anfang der 80er-Jahre in Mödling. Seine ehemalige Frau Monika war in den 1980er-Jahren Nationaltorhüterin der österreichischen Jugend-Handballnationalmannschaft. Sohn Lukas ist Fußball-Torhüter, zuletzt in der 3. Liga/Deutschland bei KFC Uerdingen.

## Sportliche Laufbahn
- 1978 Erste Siege bei nationalen Rennen
- 1979 Junioren-Nationalkader. Erste internationale Erfolge bei Dusika-Jugendtour
- 1983 Erste Versuche als Steher
- 1985 Silber bei der Steher-WM in Italien (erste Silbermedaille eines Österreichers bei Rad-Weltmeisterschaften)
- 1986 Erster großer internationaler Erfolg auf der Straße: Gesamtsieger der Griechenlandrundfahrt; Bronzemedaille bei Steher-WM in Zürich
- 1987 Bronzemedaille beim Heim-WM in Wien
- 1988 Silbermedaille bei der Steher-WM in Gent und Start bei den Olympischen Spielen in Seoul
- 1989 Weltmeister bei der Steher-WM in Lyon/Frankreich (der erste Weltmeistertitel für einen Österreicher im Radsport); Sieg beim Profi-Kriterium in Graz
- 1990 Weltmeister  bei der Steher-WM in Maebashi/Japan
- 1991 Weltmeister bei der Steher-WM in Stuttgart/Deutschland
- 1992 Bronze bei der Steher-WM in Valencia/Spanien
- 1993 Silber bei der Steher-WM in Hamar/Norwegen (erstmals mit Profibeteiligung)
- 1994 Silber bei der Steher-WM in Palermo/Italien
- 1995 Bronze bei der Steher-EM in Zürich/Schweiz
- 1996 Bronze bei der Steher-EM in Forst/Deutschland

## Auszeichnungen
- 1998 Sportehrenzeichen der Stadt St. Pölten.